# 헬레나 베스테르마르크

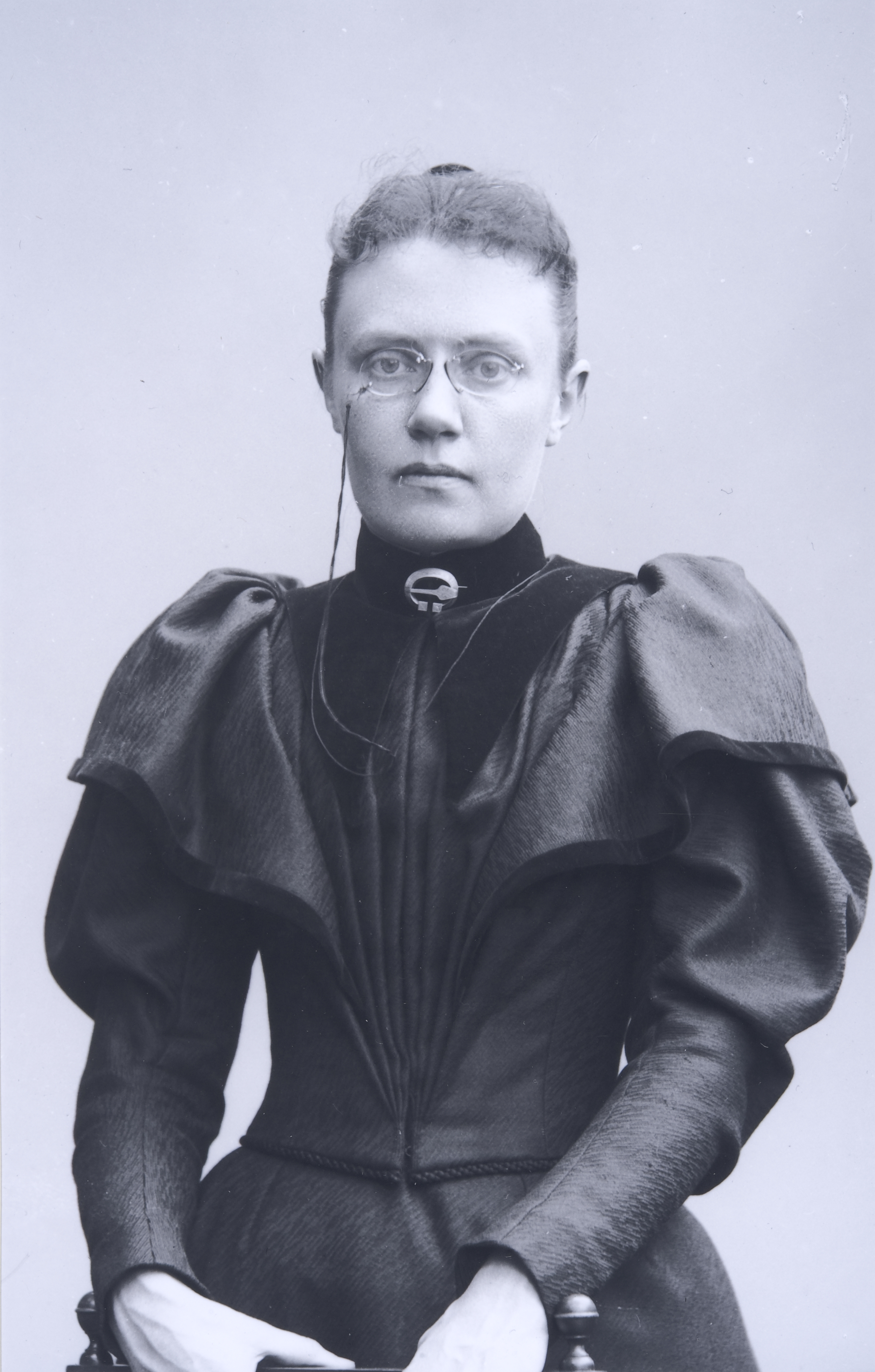

헬레나 카를로타 베스테르마르크(Helena Charlotta Westermarck: 1857년 11월 20일 헬싱키-1938년 4월 6일 헬싱키)는 핀란드의 화가, 작가, 여성주의자다. 인류학자 에드바르드 베스테르마르크와 남매지간이다.
1874년에서 1877년 사이 헬싱키의 핀란드 미술협회 그림학교에 다녔다. 이후 1880년까지 아돌프 폰 베커에게 배웠다. 1880년 프랑스로 가서 1880년-1881년, 1884년에 아카데미 콜라로시에서 배웠다.
파리에서 폐암에 걸려 그림을 그만두었고, 이후 병이 나은 뒤에도 그림을 계속하지 않았다. 이후로는 작가로 전향하여 핀스크 티드스크리프트 지에 미술평론을 기고했다. 1892년 결성된 여성동맹연합에 중요 인사로 활동했다.